# 阿尔韦托·温迪亚诺·马连科
阿尔韦托·温迪亚诺·马连科（西班牙語：Alberto Undiano Mallenco，1973年10月8日—），西班牙足球裁判，也是2010年世界盃足球賽的主球證之一。

## 生涯

### 2010年世界盃足球賽
烏恩蒂亞諾於2004年取得為國際賽事判法的資格，同年5月28日，他為芬蘭對瑞典的友誼賽判法，這是他首次執法的國際性賽事。2007年，他成為世青盃的主球證，並為阿根廷對捷克的決賽判法。2010年6月，他為德國對塞爾維亞的世界盃分組賽判法，在這場賽事中，烏恩蒂亞諾前後向兩隊發出了9面的黃牌和1面的紅牌，惹來批評。

## 資料來源
1. ↑  .   [2010-06-18]. （原始内容存档于2012-07-22）.

## 外部連結
- U-20世界杯官方檔案 （页面存档备份，存于）